# Ravenna, Nebraska
Ravenna är en ort i Buffalo County i delstaten Nebraska, USA.